# David Murphy (baseball)
Pour le footballeur britannique, voir David Murphy.
David Matthew Murphy (né le 18 octobre 1981 à Houston, Texas, États-Unis) est un ancien voltigeur de la Ligue majeure de baseball. 

## Carrière

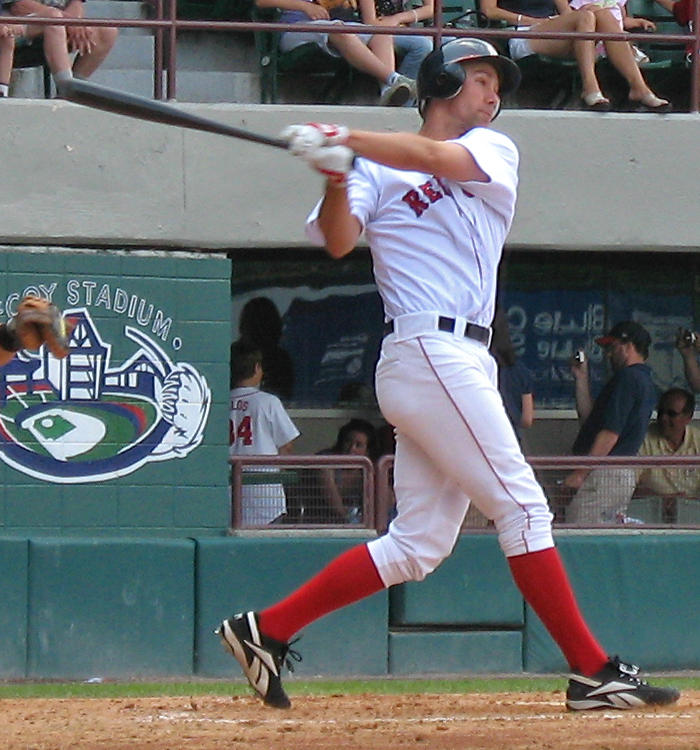
Murphy en 2007 en ligues mineures avec les Red Sox de Pawtucket.

### Red Sox de Boston
Après des études secondaires à la Klein High School de Klein (Texas), David Murphy est repêché le 5 juin 2000 par les Angels d'Anaheim au 50e tour de sélection. Il repousse l'offre et suit des études supérieures à l'Université Baylor où il porte les couleurs des Baylor Bears de 2001 à 2003.  
Murphy rejoint les rangs professionnels à l'issue du repêchage amateur du 3 juin 2003 où ul est sélectionné par les Red Sox de Boston au premier tour (17e choix). Il perçoit un bonus de 1,525 million dollars à la signature de son premier contrat professionnel le 12 juin 2003. 
Il passe trois saisons en Ligues mineures avant d'effectuer ses débuts en Ligue majeure le 2 septembre 2006. Il dispute vingt parties en fin de saison, cognant au passage son premier coup de circuit.

### Rangers du Texas

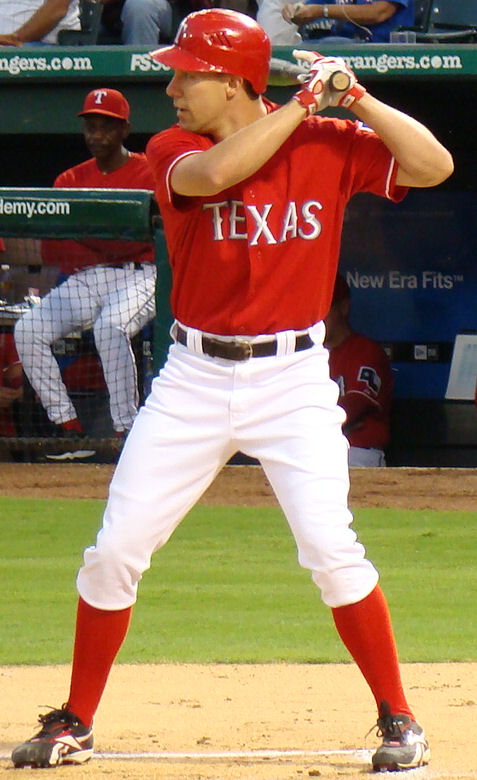
Murphy en 2010 avec les Rangers.

En 2007, les Red Sox sont en route vers une seconde conquête de la Série mondiale en quatre ans. Ils transigent à la date limite des échanges, le 31 juillet, pour acquérir le releveur Éric Gagné des Rangers du Texas. En retour, ils cèdent David Murphy, qui n'avait joué que trois parties pour Boston durant cette saison, le lanceur Kason Gabbard et le voltigeur des ligues mineures Engel Beltré. Murphy complète donc la saison 2007 au Texas. En 46 parties au total, il affiche une excellente moyenne au bâton de 0,343 avec deux circuits et 14 points produits. 

#### Saison 2008
Lors de sa première année complète en 2008, Murphy frappe pour 0,275 avec les Rangers, établissant un sommet personnel de 74 points produits en 108 matchs joués. Il frappe de plus 15 longues balles. Sa saison prend toutefois fin abruptement le 7 août, alors qu'il se blesse au genou droit après être entré en collision au marbre avec le receveur des Yankees de New York, Ivan Rodriguez. Placé au départ sur la liste des blessés pour 15 jours, il ne reviendra pas au jeu avant l'année suivante.

#### Saison 2009
En 2009, Murphy établit de nouveaux records personnels de coups sûrs (116, deux de plus que l'année précédente) et de circuits (17). Il fait marquer 57 points.

#### Saison 2010
Il améliore son record de coups sûrs en 2010 avec 122. Auteur d'une moyenne au bâton de ,291, sa meilleure en une année complète depuis son arrivée dans la ligue, il frappe 12 circuits et produit 65 points. Ses 14 buts volés représentent un sommet en carrière. Il participe à la Série mondiale 2010, perdue par Texas contre San Francisco.

#### Saison 2011
En 2011, Murphy frappe pour ,275 avec 11 circuits et 46 points produits. En éliminatoires, il offre de bonnes performances dans les deux premières rondes : moyenne au bâton de ,333 contre Tampa Bay en Série de divisions puis moyenne de ,412 en cinq parties jouées avec trois points produits dans la Série de championnat  contre Detroit. Il joue les sept matchs de la Série mondiale 2011 dans laquelle Texas est défait par Saint-Louis mais ne réussit que quatre coups sûrs.

#### Saison 2012
En 2012, Murphy affiche sa moyenne au bâton la plus élevée en carrière pour une saison complète : ,304 en 147 parties jouées, ce qui le classe 10e en Ligue américaine. Son pourcentage de présence sur les buts (,380) et sa moyenne de puissance (,479) sont aussi ses plus élevés en carrière. Il établit des sommets personnels pour les coups sûrs (139), les doubles (29) et les points marqués (65). Il ajoute 15 circuits, 61 points produits et 10 buts volés.

#### Saison 2013
Sa moyenne au bâton chute dramatiquement entre 2012 et 2013 : elle passe de ,304 à ,220. Sa production de circuits reste en revanche à peu près inchangée alors qu'il en frappe 13 et récolte 15 points produits. Son pourcentage de présence sur les buts est aussi très faible, à seulement ,282. Son temps de jeu s'en trouve réduit et, à mesure que la saison progresse, il est utilisé comme remplaçant ou frappeur suppléant plutôt que comme voltigeur sur la formation partante.

### Indians de Cleveland
Le 25 novembre 2013, David Murphy signe un contrat de deux saisons avec les Indians de Cleveland.
Murphy frappe pour ,262 avec 8 circuits et 58 points produits en 129 matchs joués à sa première saison à Cleveland en 2014.
Il connaît une excellente première moitié de saison 2015 pour les Indians avec une moyenne au bâton de ,296 en 84 parties jouées.

### Angels de Los Angeles
Le 28 juillet 2015, les Indians échangent David Murphy aux Angels de Los Angeles contre le joueur d'arrêt-court des ligues mineures Eric Stamets.

### Retour à Boston
Le 29 février 2016, le vétéran âgé de 34 ans signe un contrat des ligues mineures avec sa première équipe, les Red Sox de Boston. Il est cependant libéré de son contrat le 28 mars suivant, à quelques jours du début de la nouvelle saison.

## Statistiques
| Saison | Équipe | G   | AB   | R   | H   | 2B | 3B | HR | RBI | SB | BA   |
| ------ | ------ | --- | ---- | --- | --- | -- | -- | -- | --- | -- | ---- |
| 2006   | Boston | 20  | 22   | 4   | 5   | 1  | 0  | 1  | 2   | 0  | .227 |
| 2007   | Boston | 3   | 2    | 1   | 1   | 0  | 1  | 0  | 0   | 0  | .500 |
| 2007   | Texas  | 43  | 103  | 16  | 35  | 12 | 1  | 2  | 14  | 0  | .340 |
| 2008   | Texas  | 108 | 415  | 64  | 114 | 28 | 3  | 15 | 74  | 7  | .275 |
| 2009   | Texas  | 128 | 432  | 61  | 116 | 24 | 1  | 17 | 57  | 9  | .269 |
| 2010   | Texas  | 138 | 419  | 54  | 122 | 26 | 2  | 12 | 65  | 14 | .291 |
| Totaux | Totaux | 440 | 1393 | 200 | 393 | 91 | 8  | 47 | 212 | 30 | .282 |

| Saison | Équipe | G  | AB | R | H | 2B | 3B | HR | RBI | SB | BA   |
| ------ | ------ | -- | -- | - | - | -- | -- | -- | --- | -- | ---- |
| 2010   | Texas  | 11 | 27 | 6 | 5 | 1  | 0  | 1  | 3   | 0  | .185 |
| Totaux | Totaux | 11 | 27 | 6 | 5 | 1  | 0  | 1  | 3   | 0  | .185 |

Note : G = Matches joués ; AB = Passages au bâton; R = Points ; H = Coups sûrs ; 2B = Doubles ; 3B = Triples ; 
HR = Coup de circuit ; RBI = Points produits ; SB = Buts volés ; BA = Moyenne au bâton.